# 錦町 (さいたま市)
錦町（にしきちょう）は、埼玉県さいたま市大宮区の町名。現行行政地名は錦町のみ。丁目を持たない単独町名である。住居表示未実施地区。郵便番号は330-0853。

## 地理
さいたま市大宮区の中央部に位置する。南北に非常に細長い区域を有し、その南端は大宮操車場やさいたま新都心駅の北端にまで及ぶ。地内のほぼ全域を大宮駅 、大宮総合車両センター、線路などの鉄道用地の地目が占める。土手町・宮町・大門町・仲町・下町・吉敷町・大成町・桜木町、北区東大成町、中央区新都心・大字上落合に隣接する。もとは大字大宮字鐘ヶ谷戸であったが、鐘ヶ谷戸の金偏と鉄道の金偏から、金偏の漢字で縁起のよい錦の字を町名とした。

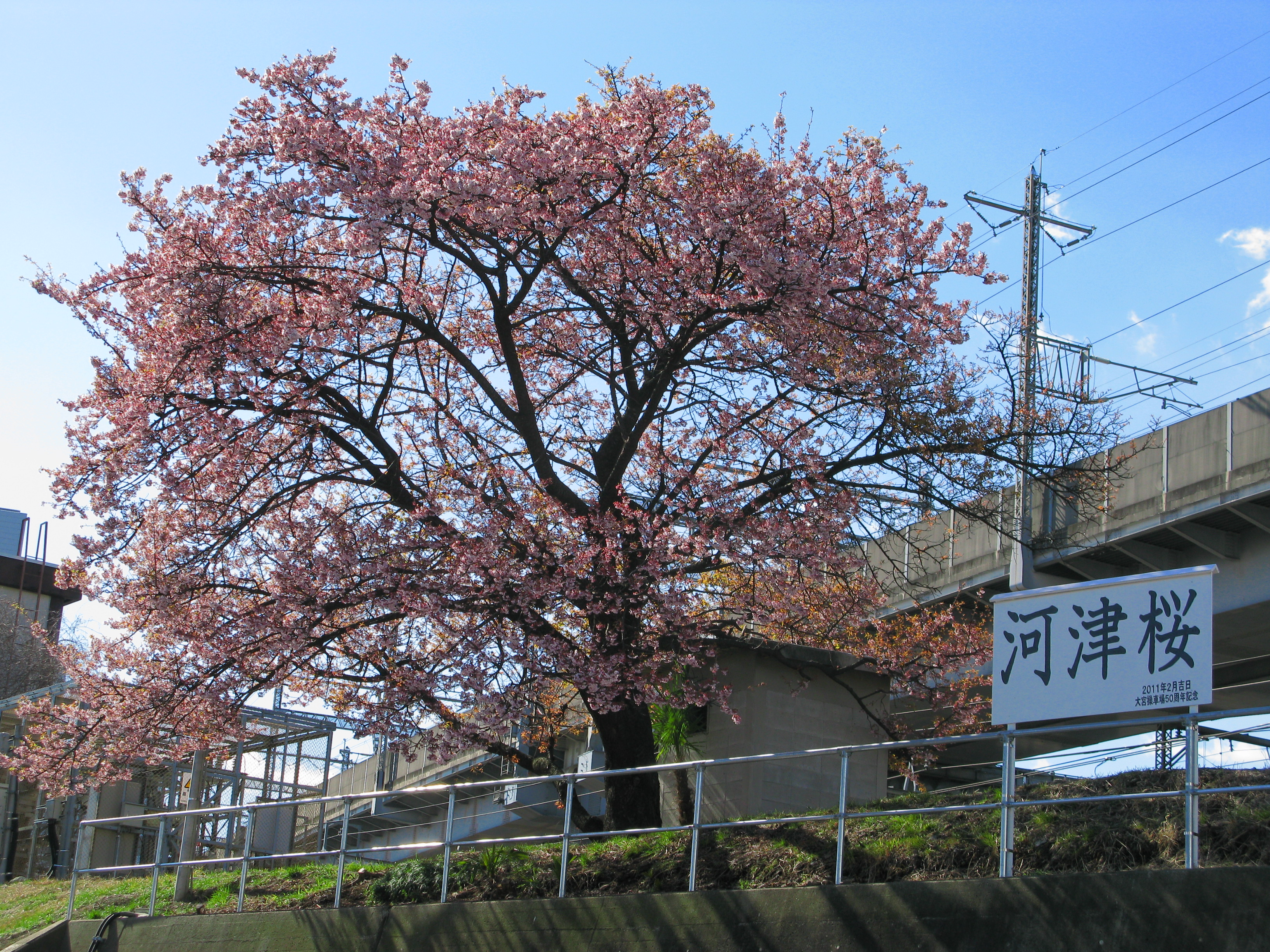
大宮操車場の「大宮操の桜」

大宮操車場の入口に「大宮操（そう）の桜」と称される寒桜の一本桜がある。

## 歴史
- 1957年（昭和32年）2月11日 - 町名地番変更により、大宮市大字大宮の一部から錦町が成立[7][5][8]。
- 1959年（昭和34年）7月1日 - 大栄橋が竣工[9]、歩行者と自転車のみ開放。
- 1961年（昭和36年）
  - 2月17日 - 大宮駅の客貨分離により、貨物駅の大宮操駅が開業。
  - 8月30日 - 大栄橋全面開通[10]。
- 1967年（昭和42年）10月1日 - 地内に「大宮民衆駅」（大宮ステーションビル、現:ルミネ大宮）が完成し、営業を開始する[9]。
- 1968年（昭和43年）4月27日 - 大宮駅の地下に「大宮駅東西自由通路」（廃止）が設置される[9]。
- 1982年（昭和57年）
  - 6月23日 - 東北新幹線が開業する。
  - 11月15日 - 上越新幹線が開業する。
- 1983年（昭和58年）12月22日 - 埼玉新都市交通伊奈線（ニューシャトル）が開業する。
- 1985年（昭和60年）9月30日 - 埼京線が開業、川越線が電化。両線の直通運転が開始される。
- 1986年（昭和61年）7月21日 - 大宮駅東口周辺の放置自転車対策として、駅南側の錦町地内に大宮駅東口錦町自転車駐車場（収容台数200台）が開設され、利用が開始される[11]。
- 1987年（昭和62年） - 地内に大宮情報文化センター（JACK大宮）が竣工する。
- 1989年（平成元年）12月22日 - 一部を施行区域に含むさいたま新都心土地区画整理事業の都市計画決定が告示される[12]。
- 1991年（平成3年）4月25日 - さいたま新都心土地区画整理事業の事業計画決定が告示される[12]。
- 2000年（平成12年）4月1日 - さいたま新都心駅開業[13]。
- 2001年（平成13年）
  - 3月31日 - さいたま新都心の大宮ほこすぎ橋の供用を開始する[14]。
  - 5月1日 - 浦和市・大宮市・与野市が合併し、さいたま市が発足[15]。同市の町名となる。
- 2003年（平成15年）4月1日 - さいたま市が政令指定都市に移行し[15]、同市大宮区の町名となる。また、さいたま新都心土地区画整理事業の換地処分が前日に行われた[12]ことに伴い、町名地番変更が行われ、上木崎一丁目・北袋町一丁目・上落合一丁目・吉敷町二丁目・大字上落合・錦町の各一部から中央区新都心が成立[15]。

## 世帯数と人口
2019年（平成31年）1月1日時点の世帯数と人口は以下の通りである。
| 丁目 | 世帯数 | 人口 |
| ---- | ------ | ---- |
| 錦町 | 2世帯  | 4人  |

## 小・中学校の学区
市立小・中学校に通う場合、学区（校区）は以下の通りとなる。
| 区域 | 小学校                 | 中学校                 |
| ---- | ---------------------- | ---------------------- |
| 全域 | さいたま市立桜木小学校 | さいたま市立桜木中学校 |

## 施設
- 大宮駅
- 東日本旅客鉄道大宮支社
- 日本貨物鉄道（JR貨物）大宮車両所
- 大宮操車場
- ルミネ大宮
- エキュート大宮
- 大宮総合車両センター
- 大宮情報文化センター（JACK大宮）
- さいたま市宇宙劇場

## 交通

### 鉄道
- 大宮駅
  - 東日本旅客鉄道（JR東日本）：東北新幹線、上越新幹線、東北本線（京浜東北線ほか）、高崎線、川越線
  - 東武鉄道：野田線
  - 埼玉新都市交通：伊奈線
- さいたま新都心駅（駅の北部が錦町に位置する。駅の住所は吉敷町四丁目）
  - 東日本旅客鉄道（JR東日本）：東北本線（京浜東北線ほか）

### 道路
- 首都高速埼玉新都心線（高速埼玉東西連絡道路）
- 埼玉県道2号さいたま春日部線（大宮岩槻線）
- 埼玉県道214号新方須賀さいたま線（南大通東線）
- 工機部前通線
- さいたま新都心東西連絡路（大宮ほこすぎ橋）